# Jüdischer Friedhof (Weierbach)
Der Jüdische Friedhof Weierbach ist ein Friedhof in Weierbach, einem Stadtteil der Stadt Idar-Oberstein im Landkreis Birkenfeld in Rheinland-Pfalz. Er ist ein geschütztes Kulturdenkmal.
Der 518 m² große jüdische Friedhof, der bis zum Jahr 1900 belegt wurde, liegt östlich des Ortes auf der Kuppe „Am Winnenberg“. 
Es sind sieben stelenartige Grabsteine oder Sockel vorhanden.

## Grabsteine auf dem Jüdischen Friedhof Weierbach (2012)

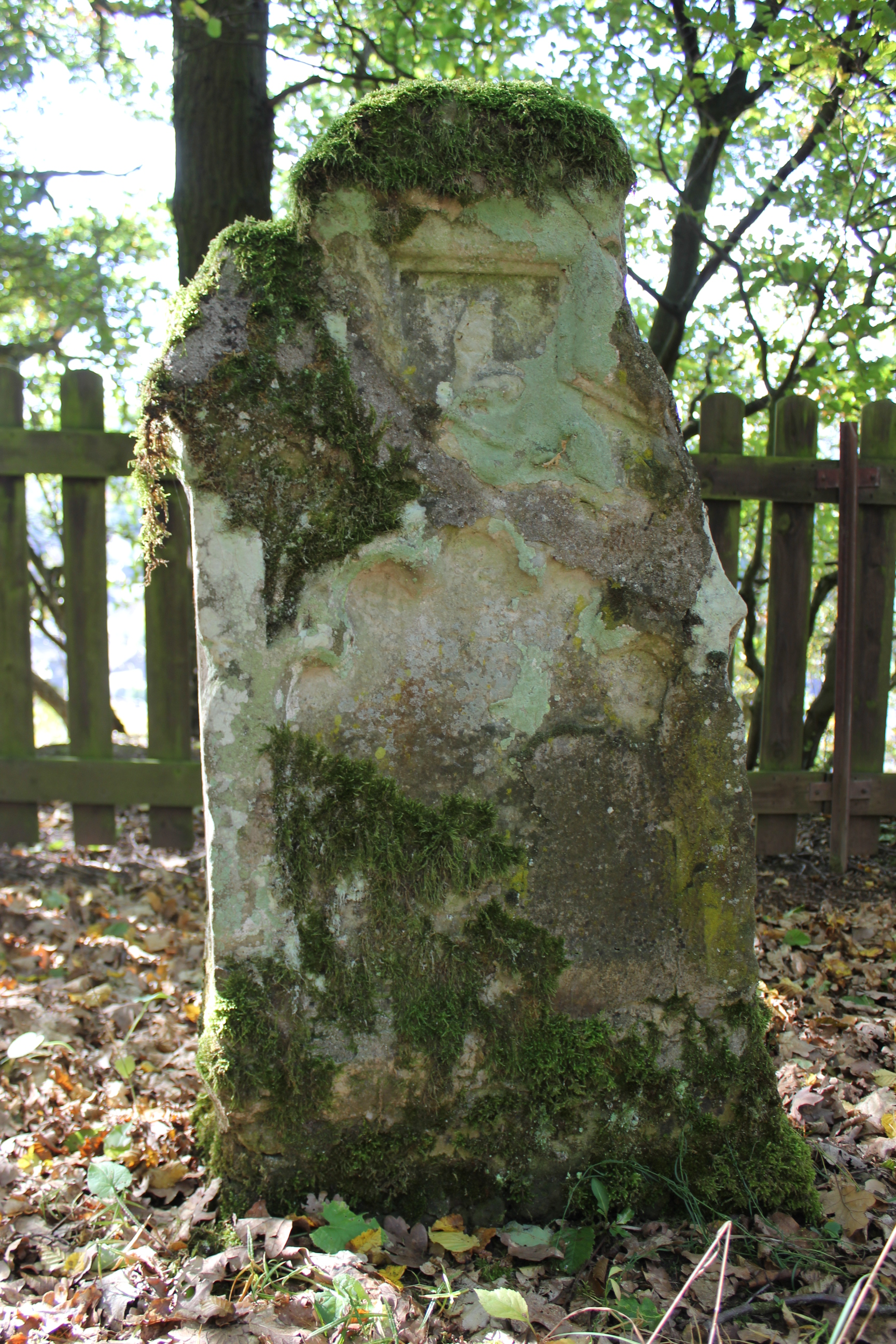
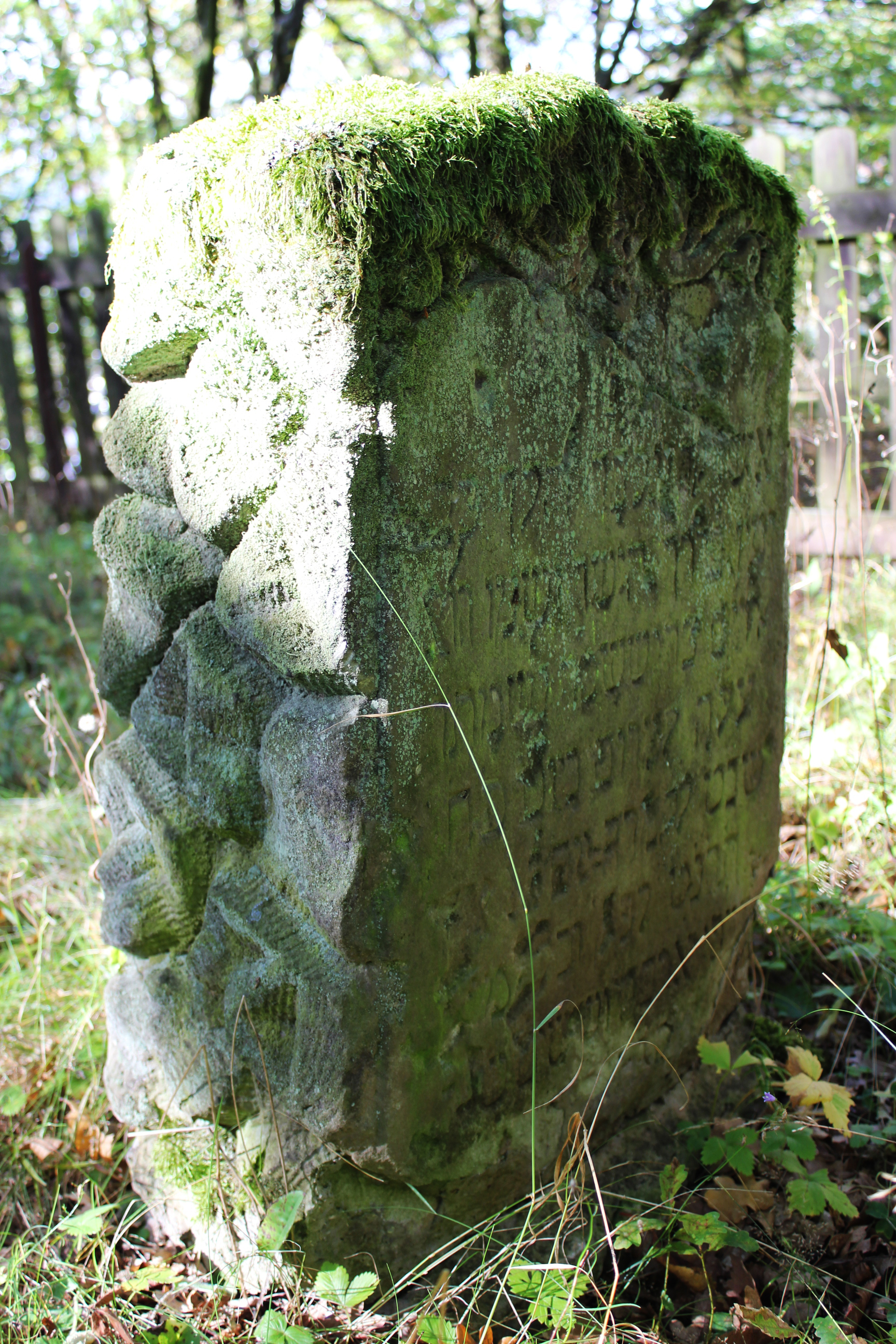
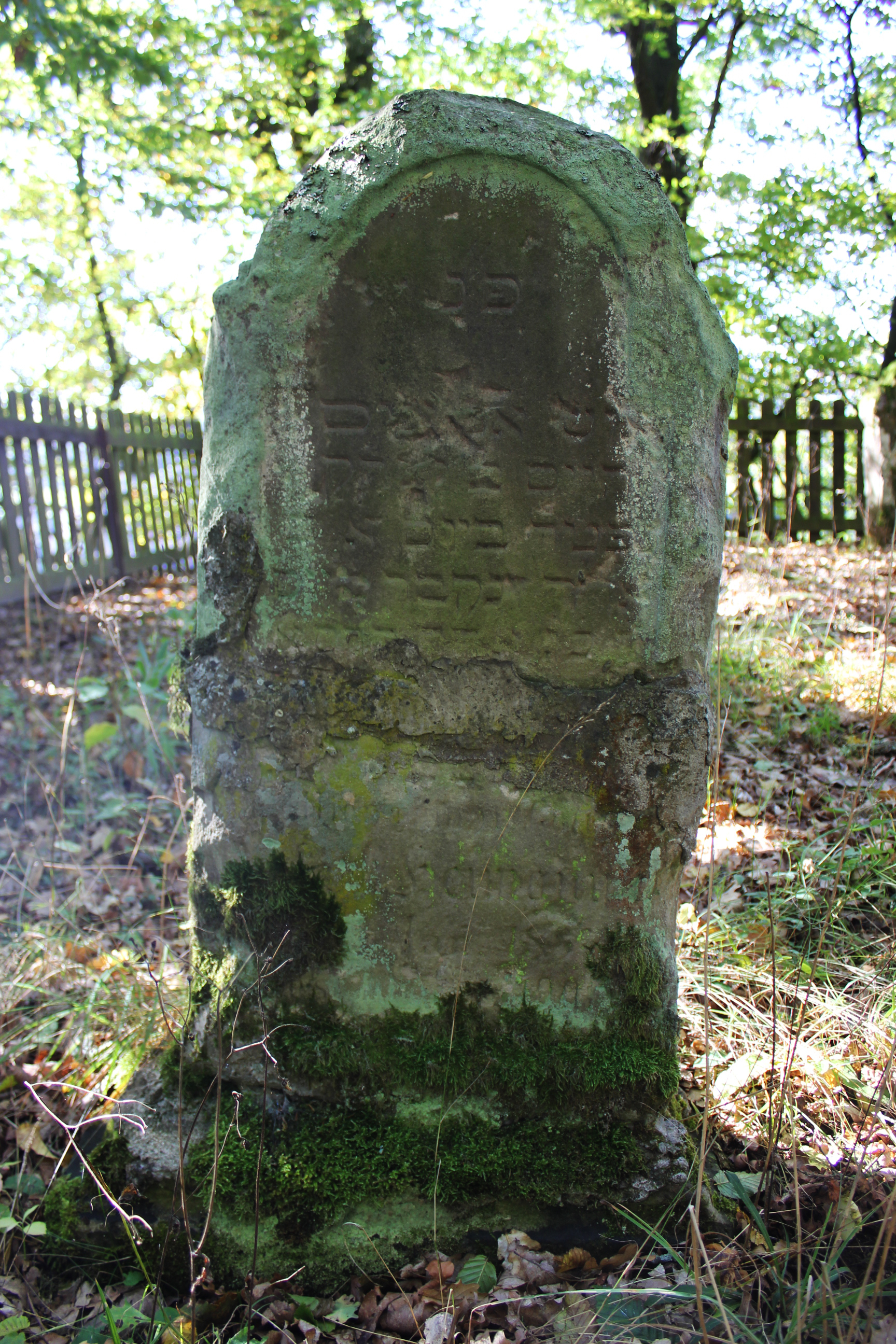